# Vida Goldstein
Vida Jane Mary Goldstein (Portland, Victòria, Austràlia, 13 d'abril de 1869-South Yarra, suburbi de Melbourne, 15 d'agost de 1949) va ser una dona política australiana, pionera del moviment feminista i sufragista d'aquest país.

## Biografia
És la gran de cinc fills; tingué tres germanes i un germà. La seva mare Isabella era feminista. El seu pare Jacob, comerciant, s'oposava al dret de vot per a les dones, però va encoratjar les seves filles a ser «independents en els plans econòmic i intel·lectual». Vida és educada per una governanta, després en un institut per a noies. Adolescent i a continuació jove, porta un tren de vida fàcil.
Als anys 1890, s'implica en associacions caritatives, moviments de promoció de reformes socials (per millorar les condicions de treball a les fàbriques, per exemple), així com en moviments feministes al costat de sa mare. És educada en temes polítics i econòmics, i assisteix com a espectadora a sessions del Parlament de Victòria. Al final del decenni, és la figura de proa «indiscutible del moviment feminista radical a Victòria», oradora de talent i carismàtica.
L'any 1902, l'any que les dones obtenen el dret de vot a les eleccions federals a Austràlia, va als Estats Units, on s'adreça a la Conferència internacional per al sufragi femení. N'és elegida secretària. És escoltada per un comitè del Congrés dels Estats Units sobre la qüestió del dret de vot per a les dones.
De retorn a Austràlia, és una de les quatre dones candidates a les eleccions legislatives federals de 1903. Austràlia és llavors el primer país al món a reconèixer a les dones el dret de ser candidates a eleccions legislatives, i Vida Goldstein és, doncs, una de les primeres dones al món a postular per a un seient en un parlament nacional. Es presenta com a candidata independent, però recolzada per l'Associació política federal de dones (Women's Federal Political Association), per a un lloc al Senat (cambra alta, elegida per sufragi universal). A Victòria, es trien quatre seients per al Senat, cada elector selecciona així quatre candidats. Vida Goldstein és àmpliament vençuda, acaba quinzena entre divuit candidats. Cap dona no va ser elegida diputada federal aquell any. Va concloure que calia mobilitzar millor i «educar» les electores, cosa que tracta de fer a través del seu periòdic Woman's Sphere, del qual és propietària i editora de 1900 a 1905. Continua igualment fent campanya per al sufragi femení. Perquè si les dones a Victòria poden votar a les eleccions federals, no poden encara participar en les eleccions per al Parlament de l'estat de Victòria. Aquest dret és finalment aconseguit l'any 1908.
Es presenta novament a les eleccions federals de 1910, 1913, 1914 i 1917, sempre com a independent i sempre sense èxit. Dona suport a la política, introduïda l'any 1904, d'arbitratge independent obligatori dels desacords entre empresaris i empleats, que pretén a la vegada protegir els drets dels empleats i impedir el recurs a les vagues. Milita per a la igualtat salarial entre homes i dones, i per a polítiques de redistribució de la riquesa. Ferotgement anticapitalista, és favorable a la nacionalització dels mitjans de producció. S'oposa per principi a la política de l'Austràlia blanca, tot admetent que la immigració sigui restringida fins que s'aconsegueixi la igualtat salarial. Defensa molt activament una posició pacifista (poc popular) durant la Primera Guerra mundial.
Tot i no ser mai elegida diputada, és tanmateix una de les redactores de la llei Children's Curt Act a Victòria l'any 1906. Aquesta llei, per a la qual va fer campanya durant molt de temps, introduïa tribunals per a nens, i no havien de ser des de llavors jutjats com adults.
Després de la Primera Guerra mundial, fa campanya per a un millor accés a la contracepció, però també i sobretot per a la causa pacifista, l'internacionalisme i el desarmament. Animada per ideals socialistes i per una ètica cristiana, ella argüeix que l'accés a una societat millor passa per una més gran participació de les dones en política i en els afers internacionals.
És recordada avui pel nom de la circumscripció electoral de Goldstein, a Victòria.
La primera dona elegida diputada en un parlament australià és la sufragista Edith Cowan, elegida al Parlament d'Austràlia occidental l'any 1921. Les primeres dones diputades federals són Dorothy Tangney i Enid Lyons l'any 1943, quaranta-un anys després de l'adquisició d'aquest dret.